# Európai Filmdíjak 2014
A 27. Európai Filmdíj-átadó ünnepségre (27th European Film Awards), amelyen a 2013. július 1. és 2014. június 30. között hivatalosan bemutatott, az Európai Filmakadémia több mint 2500 tagjának szavazata alapján legjobbnak ítélt európai alkotásokat részesítették elismerésben, 2014. december 13-án került sor a rigai operaházban. Az ünnepség ceremóniamestere Thomas Hermanns német humorista, televíziós műsorvezető volt.
Az Európai Filmakadémia 2014. szeptember 16-án hozta nyilvánosságra a tagok által díjra javasolt nagyjátékfilmek 50 alkotásból álló listáját, majd november 8-án, a Sevillai Európai Filmfesztiválon a díjra jelöltekét. A közönségdíjra jelölt filmekre 2014. szeptember 1-jétől lehetett szavazni.
Az év legsikeresebb alkotása Paweł Pawlikowski lengyel rendező Ida című filmdrámája lett: 7 jelölésből 5 díjat kapott (legjobb film, legjobb rendező és legjobb forgatókönyvíró, Legjobb operatőr, közönségdíj). Csupán a látványos osztrák-német western,  A sötét völgy volt képes nyomába lépni két díjával (legjobb látványtervező és legjobb jelmeztervező). Az Európai Filmakadémia életműdíját Agnès Varda francia filmrendező, forgatókönyvíró kapta, míg a
világ filmművészetében legjobb európai teljesítményt nyújtó művésznek járó díjat Steve McQueen brit filmrendező.
A válogatásban a magyar filmművészetet Mundruczó Kornél magyar-német-svéd koprodukcióban készült Fehér isten című drámája képviselte, amely azonban jelölést nem kapott. Versenyben volt viszont a Tamperei Nemzetközi Rövidfilm-fesztivál nyerteseként automatikusan jelölt Fal, Szabó Simon színész-rendező kisjátékfilmje.
A Fiatal Közönség Filmnapját 2014. május 4-én tartották. A rendezvényen 17 európai nagyvárosban, köztük első ízben Budapesten, zárt vetítés után választhattak a tizenévesek a számukra készült 3 alkotásból. A mintegy 40 magyar fiatal részére a Tabán moziban szervezték meg az egész napos filmnézést és a szavazást.

## Díjazottak és jelöltek
| „Díjazott” – szürkéskék háttérrel   |
| „Jelölt” – világos szürke háttérrel |

### Legjobb film
| Magyar címe             | Eredeti címe        | Rendező           | Ország                                             |
| ----------------------- | ------------------- | ----------------- | -------------------------------------------------- |
| Ida                     | Ida                 | Paweł Pawlikowski | Lengyelország · Dánia                              |
| A nimfomániás 1-2. rész | Nymphomaniac        | Lars von Trier    | Dánia · Belgium · Németország · Egyesült Királyság |
| Lavina                  | Turist              | Ruben Östlund     | Svédország · Dánia · NOR · Franciaország           |
| Leviatán                | Leviafan (Левиафан) | Andrej Zvjagincev | Oroszország                                        |
| Téli álom               | Kış Uykusu          | Nuri Bilge Ceylan | Törökország                                        |

### Legjobb vígjáték
| Magyar címe                        | Eredeti címe                  | Rendező                 | Ország                             |
| ---------------------------------- | ----------------------------- | ----------------------- | ---------------------------------- |
| Ne aggódj, a maffia csak nyáron öl | La mafia uccide solo d'estate | Pierfrancesco Diliberto | Olaszország                        |
| Carmina megoldja                   | Carmina y amén                | Paco León               | Spanyolország                      |
| –––                                | Le Week-End                   | Roger Michell           | Egyesült Királyság · Franciaország |

### Az év felfedezettje
| Magyar címe | Eredeti címe    | Rendező                                                | Ország             |
| ----------- | --------------- | ------------------------------------------------------ | ------------------ |
| A klán      | Plemja (Плем'я) | Miroszlav Szlabospickij                                | Ukrajna            |
| A seb       | La herida       | Fernando Franco                                        | Spanyolország      |
| Party Girl  | Party Girl      | Marie Amachoukeli-Barsacq, Claire Burger, Samuel Theis | Franciaország      |
| Tízezer km  |                 | Carlos Marques-Marcet                                  | Spanyolország      |
| ’71         | ’71             | Yann Demange                                           | Egyesült Királyság |

### Legjobb dokumentumfilm
| Magyar címe       | Eredeti címe                       | Rendező              | Ország                      |
| ----------------- | ---------------------------------- | -------------------- | --------------------------- |
| A világ ura       | Der Banker: Master of the Universe | Marc Bauder          | Németország · Ausztria      |
| –––               | I kærlighedens navn                | Jon Bang Carlsen     | Dánia                       |
| –––               | Des hommes et de la guerre         | Laurent Bécue-Renard | Franciaország · Svájc       |
| Róma körül        | Sacro GRA                          | Gianfranco Rosi      | Olaszország · Franciaország |
| Augusztusra várva | Waiting for August                 | Teodora Ana Mihai    | Belgium · Románia           |
| Barátként jövünk  | We Come as Friends                 | Hubert Sauper        | Ausztria · Franciaország    |

### Legjobb animációs film
| Magyar címe                                | Eredeti címe                              | Rendező                         | Ország                  |
| ------------------------------------------ | ----------------------------------------- | ------------------------------- | ----------------------- |
| A boldogság művészete                      | L'arte della felicità                     | Alessandro Rak                  | Olaszország             |
| Csodabogarak – Az elveszett hangyák völgye | Minuscule - La vallée des fourmis perdues | Hélène Giraud, Thomas Szabo     | Franciaország · Belgium |
| –––                                        | Jack et la mécanique du cœur              | Stéphane Berla, Mathias Malzieu | Franciaország · Belgium |

### Legjobb rendező
| Nyertesek és jelöltek | Magyar címe | Eredeti címe      |
| --------------------- | ----------- | ----------------- |
| Paweł Pawlikowski     | Ida         | Ida               |
| Nuri Bilge Ceylan     | Téli álom   | Kış Uykusu        |
| Steven Knight         | Locke       | Locke             |
| Ruben Östlund         | Lavina      | Turist            |
| Paolo Virzì           | Esélylesők  | Il capitale umano |
| Andrej Zvjagincev     | Leviatán    | Левиафан          |

### Legjobb színésznő
| Nyertesek és jelöltek  | Magyar címe             | Eredeti címe         |
| ---------------------- | ----------------------- | -------------------- |
| Marion Cotillard       | Két nap, egy éjszaka    | Deux jours, une nuit |
| Marian Álvarez         | –––                     | La herida            |
| Valeria Bruni Tedeschi | Esélylesők              | Il capitale umano    |
| Charlotte Gainsbourg   | A nimfomániás 1-2. rész | Nymphomaniac         |
| Agata Kulesza          | Ida                     | Ida                  |
| Agata Trzebuchowska    | Ida                     | Ida                  |

### Legjobb színész
| Nyertesek és jelöltek | Magyar címe             | Eredeti címe |
| --------------------- | ----------------------- | ------------ |
| Timothy Spall         | Mr. Turner              | Mr. Turner   |
| Brendan Gleeson       | Kálvária                | Calvary      |
| Tom Hardy             | Locke                   | Locke        |
| Alekszej Szerebrjakov | Leviatán                | Левиафан     |
| Stellan Skarsgård     | A nimfomániás 1-2. rész | Nymphomaniac |

### Legjobb forgatókönyvíró
| Nyertesek és jelöltek                  | Magyar címe          | Eredeti címe         |
| -------------------------------------- | -------------------- | -------------------- |
| / Paweł Pawlikowski Rebecca Lenkiewicz | Ida                  |                      |
| Ebru Ceylan Nuri Bilge Ceylan          | Téli álom            | Kış Uykusu           |
| Jean-Pierre Dardenne Luc Dardenne      | Két nap, egy éjszaka | Deux jours, une nuit |
| Steven Knight                          | Locke                | Locke                |
| Oleg Negin Andrej Zvjagincev           | Leviatán             | Leviafan (Левиафан)  |

### Legjobb operatőr
| Nyertesek és jelöltek         | Magyar címe | Eredeti címe |
| ----------------------------- | ----------- | ------------ |
| Łukasz Żal Ryszard Lenczewski | Ida         | Ida          |

### Legjobb vágó
| Nyertesek és jelöltek | Magyar címe | Eredeti címe |
| --------------------- | ----------- | ------------ |
| Justine Wright        | Locke       | Locke        |

### Legjobb látványtervező
| Nyertesek és jelöltek | Magyar címe   | Eredeti címe     |
| --------------------- | ------------- | ---------------- |
| Claus-Rudolf Amler    | A sötét völgy | Das finstere Tal |

### Legjobb jelmeztervező
| Nyertesek és jelöltek | Magyar címe   | Eredeti címe     |
| --------------------- | ------------- | ---------------- |
| Natascha Curtius-Noss | A sötét völgy | Das finstere Tal |

### Legjobb zeneszerző
| Nyertesek és jelöltek | Magyar címe     | Eredeti címe   |
| --------------------- | --------------- | -------------- |
| Mica Levi             | A felszín alatt | Under the Skin |

### Legjobb hangzástervező
| Nyertesek és jelöltek | Magyar címe | Eredeti címe |
| --------------------- | ----------- | ------------ |
| Joakim Sundström      | –––         | Starred Up   |

### Európai koprodukciós díj – Prix Eurimages
| Díjazott  | Foglalkozás  | Ország   |
| --------- | ------------ | -------- |
| Ed Guiney | filmproducer | Írország |

### Legjobb európai teljesítmény a világ filmművészetében
| Díjazott      | Foglalkozás | Ország             |
| ------------- | ----------- | ------------------ |
| Steve McQueen | filmrendező | Egyesült Királyság |

### Az Európai Filmakadémia életműdíja
| Díjazott    | Foglalkozás                  | Ország        |
| ----------- | ---------------------------- | ------------- |
| Agnès Varda | filmrendező, forgatókönyvíró | Franciaország |

### Közönségdíj
| Magyar címe                                          | Eredeti címe                                          | Rendező                     | Ország                                         |
| ---------------------------------------------------- | ----------------------------------------------------- | --------------------------- | ---------------------------------------------- |
| Ida                                                  | Ida                                                   | Paweł Pawlikowski           | Lengyelország · Dánia                          |
| A nimfomániás 1-2. rész                              | Nymphomaniac: Vol. I-II                               | Lars von Trier              | Dánia · Belgium · Franciaország · Németország  |
| A százéves ember, aki kimászott az ablakon és eltűnt | Hundraåringen som klev ut genom fönstret och försvann | Felix Herngren              | Svédország                                     |
| A szépség és a szörnyeteg                            | La belle et la bête                                   | Christophe Gans             | Franciaország · Németország                    |
| Két nap, egy éjszaka                                 | Deux jours, une nuit                                  | Jean-Pierre és Luc Dardenne | Belgium · Olaszország · Franciaország          |
| Philomena – Határtalan szeretet                      | Philomena                                             | Stephen Frears              | Egyesült Királyság · Amerikai Egyesült Államok |

### Európai Filmakadémia fiatal közönség díja
| Magyar címe  | Eredeti címe                     | Rendező             | Ország      |
| ------------ | -------------------------------- | ------------------- | ----------- |
| Bűnbánat     | Spijt!                           | Dave Schram         | Hollandia   |
| MGP küldetés | MGP missionen                    | Martin Miehe-Renard | Dánia       |
| A menedék    | Ostwind - Zusammen sind wir frei | Katja von Garnier   | Németország |

### Legjobb rövidfilm
| Címe                                                                         | Rendező                               | Ország                         | Jelölő fesztivál                    |
| ---------------------------------------------------------------------------- | ------------------------------------- | ------------------------------ | ----------------------------------- |
| The Chicken                                                                  | Una Gunjak                            | Németország · Horvátország     | fesztiváljelölés – Szarajevó        |
| Pánikfalva: A karácsonyi fatörzstorta (Panique au village: La bûche de Noël) | Vincent Patar, Stéphane Aubier        | Belgium · Franciaország        | fesztiváljelölés – Vila do Conde    |
| Pat-Lehem                                                                    | Idan Hubel                            | Izrael                         | fesztiváljelölés – Velence          |
| Dinola                                                                       | Mariam Khatchvani                     | Grúzia                         | fesztiváljelölés – Grimstad         |
| Hätäkutsu                                                                    | Hannes Vartiainen, Pekka Veikkolainen | Finnország                     | fesztiváljelölés – Szarajevó        |
| Pequeño bloque de cemento con pelo alborotado conteniendo el mar             | Jorge López Navarrete                 | Spanyolország                  | fesztiváljelölés – Cork             |
| Pride                                                                        | Pavel Vesnakov                        | Bulgária · Németország         | fesztiváljelölés – Clermont-Ferrand |
| Shipwreck                                                                    | Morgan Knibbe                         | Hollandia                      | fesztiváljelölés – Locarno          |
| Még van egy életem (Ich hab noch Auferstehung)                               | Jan-Gerrit Seyler                     | Németország                    | fesztiváljelölés – Drama            |
| Lato 2014                                                                    | Wojciech Sobczyk                      | Lengyelország                  | fesztiváljelölés – Krakkó           |
| Taprobana                                                                    | Gabriel Abrantes                      | Portugália · Dánia · Srí Lanka | fesztiváljelölés – Berlin           |
| The Chimera of M.                                                            | Sebastian Buerkner                    | Egyesült Királyság             | fesztiváljelölés – Rotterdam        |
| The Missing Scarf                                                            | Eoin Duffy                            | Írország                       | fesztiváljelölés – Valladolid       |
| Fal                                                                          | Szabó Simon                           | Magyarország                   | fesztiváljelölés – Tampere          |
| Hvalfjörður                                                                  | Guðmundur Arnar Guðmundsson           | Dánia · Izland                 | fesztiváljelölés – Gent             |